# No Stranger
No Stranger — десятый студийный альбом американской певицы современной христианской музыки Натали Грант, выпущенный 25 сентября 2020 года на лейбле Curb Records.
Альбом имел коммерческий успех, став самым высоким дебютом Грант в американском основном хит-параде Billboard 200, заняв 13-е место, и одновременно дебютировав на 2-м месте в чарте христианских альбомов Billboard Christian Albums. Альбом No Stranger был номинирован на премию GMA Dove Award Pop/Contemporary Album of the Year на церемонии GMA Dove Awards в 2021 году. Альбом также был номинирован на премию «Грэмми» в категории «Лучший альбом современной христианской музыки» на церемонии вручения премии «Грэмми» в 2022 году.

## Отзывы
| Оценки критиков                 | Оценки критиков |
| Источник                        | Оценка          |
| ------------------------------- | --------------- |
| 365 Days of Inspiring Media     | 5/5             |
| AllMusic                        | [ 3 ]           |
| Hallels                         | 3.5/5           |
| Today's Christian Entertainment | [ 5 ]           |

Альбом получил положительные отзывы от музыкальных критиков, большинство из которых приветствовали вокал Грант и продюсирование альбома. Джонатан Андре из 365 Days of Inspiring Media написал: «Натали Грант вернулась, и после 5-летнего перерыва она как будто и не уходила с этим совершенно новым альбомом. Поскольку „No Stranger“ наверняка войдёт в мою десятку лучших альбомов по итогам года в декабре 2020 года, этот альбом, который Натали очень ждала, того стоит»". На AllMusic Марси Донелсон написала: «Выделенный синглами „My Weapon“ и „Praise You in This Storm“, пронзительной балладой со струнными и фортепиано, альбом включает в себя обширные оркестровые аранжировки, а также такие аутсайдеры, как „Do It Through Me“, хрустящий электро-поп трек, и „Even Louder“, в котором участвуют рэпер Стивен Малкольм и многогранный Mr. Talkbox». Тимоти Яп для Halles подтвердил: «В вокальном плане Грант ни на йоту не утратила своего силового величия. Она по-прежнему остаётся одной из немногих артисток CCM, которая может передать эмоции как с искренностью, так и с уязвимостью. Её способность выдерживать и растягивать ноты остаётся непревзойдённой». Worship Leader сказал: «Альбом полон песен, которые говорят о том, как близко Христос знает нас, и звуковой ландшафт безупречно подобран, чтобы соответствовать лирическому содержанию с захватывающей Лондонской симфонией в качестве фона для сырого, но динамичного и захватывающего голоса Грант». NewReleaseToday высоко оценил альбом: «…волнующий вокал, молитвенные тексты и музыкальные аранжировки захватывают дух…».

### Награды и номинации
| Год  | Организация     | Награда                                 | Результат | Ссылка |
| ---- | --------------- | --------------------------------------- | --------- | ------ |
| 2021 | GMA Dove Awards | Pop/Contemporary Album of the Year      | Номинация | [ 8 ]  |
| 2022 | Grammy Awards   | Best Contemporary Christian Music Album | Номинация | [ 9 ]  |

### Итоговые списки
| Публикация                  | Список                           | Ранг | Ссылка |
| --------------------------- | -------------------------------- | ---- | ------ |
| 365 Days of Inspiring Media | Top 20 Albums of 2020 (July-Dec) | 2    | [ 10 ] |

## Список композиций
| №                   | Название                                       | Автор(ы) | Продюсеры            | Длительность |
| ------------------- | ---------------------------------------------- | --- | -------------------- | ------------ |
| 1.                  | «Face to Face»                                 | Bernie Herms Natalie Grant Paul Duncan                                                                                      | Herms                | 4:10         |
| 2.                  | «My Weapon»                                    | Andrew Bergthold Benji Cowart Ryan Ellis Jonathan Jay Grant                                                                 | Herms                | 4:21         |
| 3.                  | «Do it Through Me»                             | Herms Grant Duncan | Herms                | 3:36         |
| 4.                  | «Praise You in This Storm»                     | Herms Марк Холл [англ.] | Herms                | 5:33         |
| 5.                  | «Who Else»                                     | Grant Sam Mizell Becca Mizell                                                                                               | Herms                | 4:45         |
| 6.                  | «Isn't He (This Jesus)»                        | Grant Seth Mosley Mia Fieldes Andrew Holt                                                                                   | Herms                | 4:55         |
| 7.                  | «Even Louder» (с Steven Malcolm и Mr. TalkBox) | William Reeves Tony Brown Steven Malcolm Matt Armstrong Leeland Mooring Kenneth Mackenzie Joseph Prielozny Jay Benji Cowart | Berms Prielozny Rice | 3:41         |
| 8.                  | «No Stranger»                                  | Herms Grant Duncan | Herms                | 6:27         |
| 9.                  | «Presence of the King» (при уастии Fleurie)    | Herms Grant Fleurie Jonas Myrin Matt Redman                                                                                 | Herms                | 4:31         |
| 10.                 | «My Weapon (Sacred Version)»                   | Bergthold Cowart Ellis Jay Grant                                                                                            | Herms                | 5:13         |
| 11.                 | «Amen (So it Be)»                              | Herms | Herms                | 2:12         |
| Общая длительность: | Общая длительность:                            | Общая длительность: | Общая длительность:  | 49:23        |

## Чарты
| Чарт (2020)                        | Высшая позиция |
| ---------------------------------- | -------------- |
| США (Billboard 200)                | 13             |
| США (Billboard Christian Albums)   | 2              |
| США (Billboard Independent Albums) | 4              |

| Чарт (2020)                            | Позиция |
| -------------------------------------- | ------- |
| US Top Current Album Sales (Billboard) | 121     |